# FPT大学

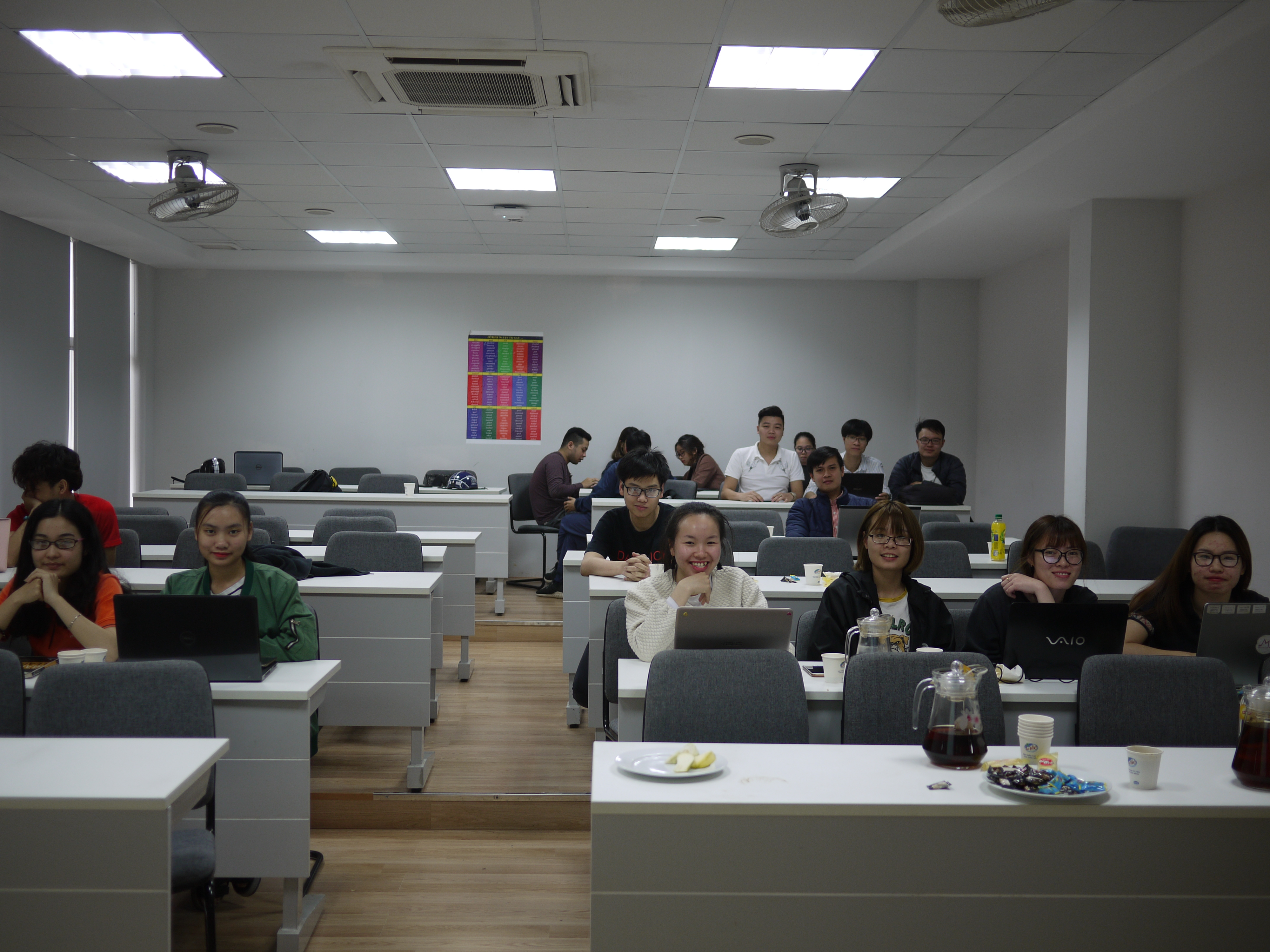
2018年3月在河內的Hoa Lac高科技公園FPT大學舉辦維基百科研討會

融促大学创办于2006年，直属越南FPT集团（ Financing and Promoting Technology ，简写为FPT），是经越南主席首次批准由一个企业创办的本科高校。学校总部位于越南河内和乐高科技工业区，其他分校位于胡志明市，岘港市，西原地区。
FPT大学包括本科、国际连接项目、高等、专科、短期培训等机构，有9个专业，其中科技专业是越南目前最强的培训机构。FPT的学生全英语授课并可以选择日语，汉语作为选修课。目前FPT大学与法国、德国、尼日利亚、台湾、东南亚等地区有合作。